# Vicky Díaz Lusson
Vicky Díaz Lusson es una actriz española, nacida el 2 de abril de 1976. 

## Biografía
Hija de la actriz y supervedette Vicky Lusson y sobrina del actor cómico Alfonso Lusson. Se ha criado entre bambalinas y su primer trabajo lo realizó con dos años para Estudio 1, en Noche de reyes. Se preparó desde niña estudiando baile ,canto e interpretación. Ha desarrollado casi toda su carrera sobre los escenarios tocando varios registros; comedia, musical, clásico...También ha participado en varios programas televisivos de humor. Recientemente está enfocando su carrera más hacia el cine y este año ha rodado Bruja del norte, dirigida por Fernando Lobohem, largometraje que está en proceso de postproducción.

## Trayectoria teatral
- El perro del hortelano.
- Ganas de reñir.
- El diluvio que viene.
- Donde los cuentos nacen.
- Los tres etcéteras de Don Simón.
- Una del Oeste.
- El club de las estrellas.
- Prohibido seducir a los casados.
- Agua, azucarillos y aguardiente.
- La verbena de la Paloma.
- La Traviata.
- Y este hijo... ¿de quién es?

## Cine

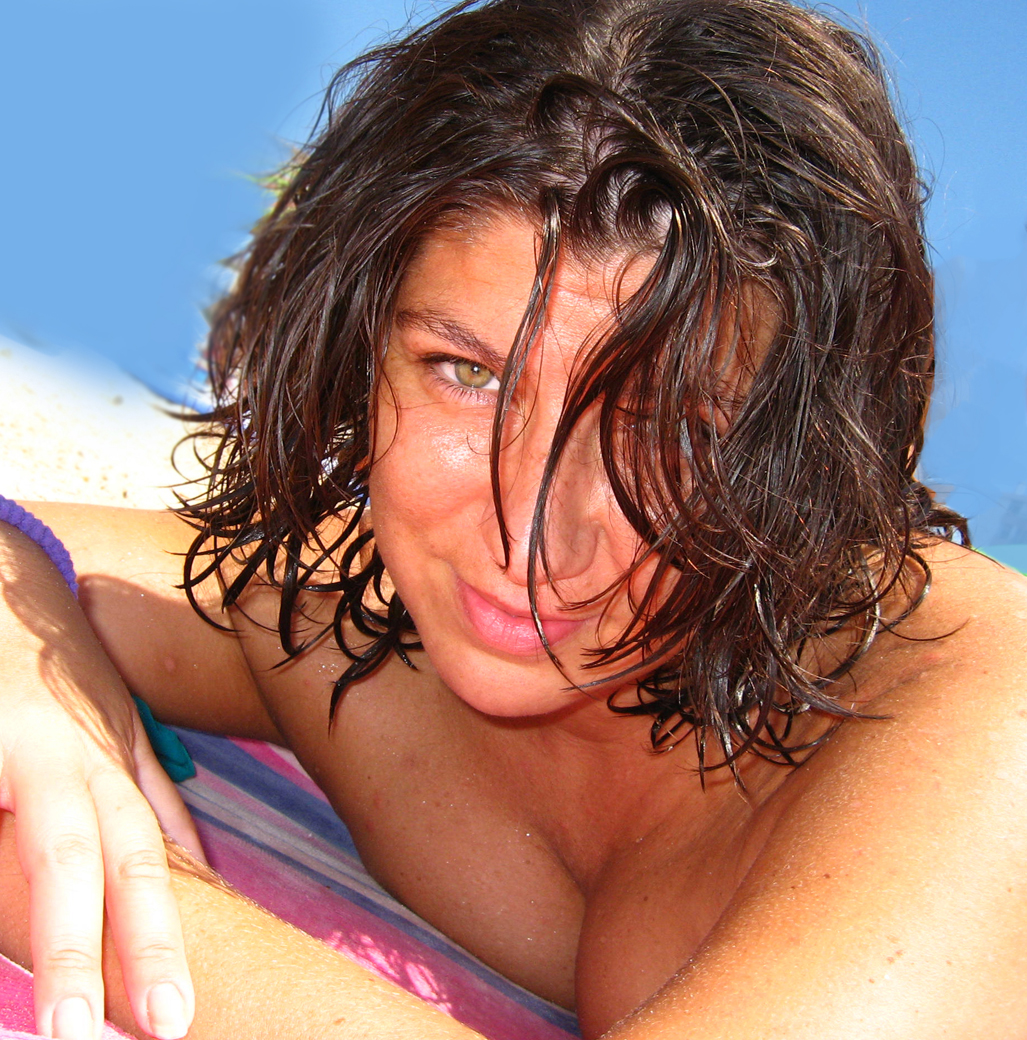

- Pepe, no me des tormento
- Night & day
- Bruja del Norte.

## Televisión
- La Noche de Reyes
- La dama del alba
- Genio y figura
- Esto no es serio
- Zuerte Maestro
- Cruz y raya
- De los buenos el mejor.

- Datos: Q2895172
- Multimedia: Vicky Díaz Lusson / Q2895172